# Ljungtofsspinnare
Ljungtofsspinnare (Orgyia antiquoides) är en fjärilsart som först beskrevs av Jacob Hübner 1822.  Ljungtofsspinnare ingår i släktet Orgyia, och familjen tofsspinnare. Enligt den svenska rödlistan är arten sårbar i Sverige. Arten förekommer i Götaland samt tillfälligtvis även på Gotland och Öland. Artens livsmiljö är våtmarker, skogslandskap, jordbrukslandskap.

## Bildgalleri

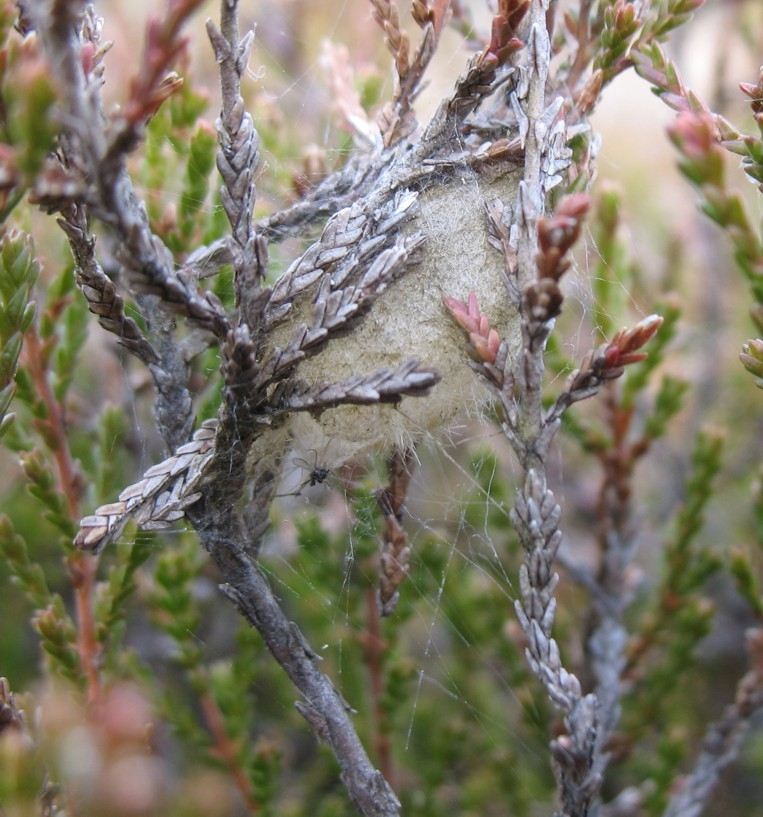